# سیارک ۲۵۰۸۲
سیارک ۲۵۰۸۲ (به انگلیسی: 25082 Williamhodge، نامگذاری:1998RP1) بیست و پنج هزار و هشتاد و دومین سیارک کشف شده‌است که در ۱۵ سپتامبر ۱۹۹۸ کشف شد.
قدر مطلق سیارک برابر ۱۳.۵ است.